# Eleanor Collins
Elnora Ruth Procter (Edmonton, Alberta, 21 de noviembre de 1919-Surrey, Columbia Británica; 3 de marzo de 2024), conocida como Eleanor Collins, fue una cantante de jazz, presentadora de televisión y activista social canadiense, conocida como la «Primera Dama Canadiense del Jazz».

## Biografía
Eleanor Collins fue descendiente de etnia negra y nativos criollos oriundos de Oklahoma. De niña, cantaba himnos, canciones religiosas y estuvo involucrada en la Iglesia Bautista Shiloh en Edmonton, una congregación formada por inmigrantes.

## Carrera

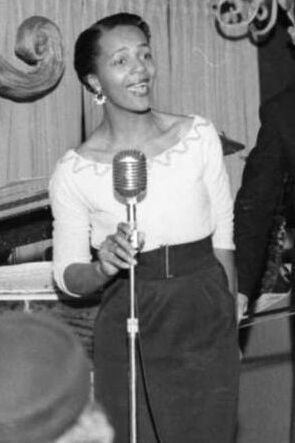
Collins, en una presentación en los años 1940.

En 1938, se mudó a Vancouver y comenzó a actuar con Swing Low Quartette, un grupo de gospel formado por Collins, su hermana Ruby Sneed, junto con Edna Panky y Zandy Price. Actuaron en CBC Radio desde 1940 hasta 1942. En 1945, comenzó a cantar con el quinteto de jazz de Ray Norris en Serenade in Rhythm, también en CBC Radio; un programa que duró varios años y se transmitió a las tropas en el extranjero.
Luego de un breve retiro, apareció en Finian's Rainbow en el Teatro Under the Stars en Vancouver en 1952 y 1954; también apareció en Kiss Me, Kate en 1953 y en You Can't Take it With You. En 1954 fue la presentadora del programa Bamboula: A Day in the West Indies, marcando el primer reparto interracial canadiense en un programa, y además el primer programa de variedades producido en Vancouver. En 1955 fue invitada a estelarizar el programa The Eleanor Show, siendo así la primera mujer, primera persona negra y primera cantante de jazz en encabezar y conducir un show en televisión nacional, después de The Nat King Cole Show. Luego estelarizó los programas Blues and the Ballad y Eleanor Sings the Blues, ambos en 1960; Were You There? en 1961 y Quintet en 1962. Encabezó su segundo programa de televisión llamado Eleanor en 1964. Apareció en varios programas radiales y de televisión durante el resto de la década de los 60 y en la década de 1970, tanto en CBC como en CTV, a pesar de varios ofrecimientos de mudarse hacia los Estados Unidos.
Además de cantar en televisión y radio, se presentó en diversos clubes y conciertos con Chris Gage, Lance Harrison y Dave Robbins. A menudo fue comparada con Lena Horne y Ella Fitzgerald. Grabó con Ray Norris en 1951 y apareció en varios álbumes pregrabados de CBC por Gage y Robbins.
Continuó actuando durante la década de 1970, fue directora musical en la Unity Church local y actuó para las celebraciones del Día de Canadá en 1975, ante 80.000 espectadores en Parliament Hill. En años posteriores actuó ocasionalmente en conciertos y en televisión, incluso en el Festival Internacional de Jazz Jazz City en Edmonton en la década de 1980 y en Jazz Canada con la orquesta de Tommy Banks y el programa de radio Jazzland. Más tarde cantó en el club nocturno Richard's on Richards de Vancouver con el saxofonista Fraser MacPherson y participó en un espectáculo tributo al presentador de Hot Jazz de CBC Vancouver, Bob Smith, y en un servicio conmemorativo en enero de 2016 para Leon Bibb. También actuó con Dizzy Gillespie, Oscar Peterson y Phil Nimmons.

## Vida personal y muerte
En 1942 se casó con Richard Collins y permanecieron casados durante setenta años, hasta la muerte de su marido en 2012. Juntos se mudaron a Burnaby en 1948 con sus cuatro hijos, Rick, Judith, Barry y Tom. Como la única familia negra del barrio, sus vecinos iniciaron una petición infructuosa para impedirles mudarse allí. Sus hijos fueron acosados en la escuela. Collins, a su vez, se ofreció como voluntaria en la escuela y comenzó a enseñar música a las Guías. La familia fue incluida en el video documental Hymn to Freedom: The History of Blacks in Canada en 1994. Se mudó a Surrey a principios de la década de 1990. Su hija Judith Maxie es actriz de cine y televisión.
Collins fue nombrada Miembro de la Orden de Canadá (CM) en su cumpleaños 95, como parte de los honores canadienses de 2014, y cumplió 100 años en 2019. Canada Post la honró con un sello conmemorativo el 21 de enero de 2022.
Collins murió el 3 de marzo de 2024, a la edad de 104 años en Surrey.

## Honores
- Distinguished Centennial Pioneer Award – 1986
- BC Entertainment Hall of Fame Star – 1992
- BC Black Historical Society Award
- Alberta Black Cultural Research Society Award
- ACTRA Sam Payne Award – 2006
- Order of Canada – 2014
- Black Canadian Awards Lifetime Achievement Award – 2014
- Commemorative stamp – 2022[14]